# Cichostów-Kolonia
Cichostów-Kolonia (prononciation [t͡ɕiˈxɔstuf kɔˈlɔɲa]) est un village de la gmina de Milanów du powiat de Parczew dans la voïvodie de Lublin, situé dans l'est de la Pologne.
Il se situe à environ 6 kilomètres au nord-ouest de Parczew (siège du powiat) et 51 kilomètres au nord de Lublin (capitale de la voïvodie).
Le village comptait approximativement une population de 240 habitants en 2006.

## Histoire
De 1975 à 1998, le village est attaché administrativement à l'ancienne Voïvodie de Biała Podlaska.

Depuis 1999, il fait partie de la nouvelle voïvodie de Lublin.